# Sit cuallarg del Duida
El sit cuallarg del Duida (Emberizoides duidae) és un ocell de la família dels tràupid (Thraupidae).

## Hàbitat i distribució
Habita praderies als tepui del sud de Veneçuela.